# Periodo rosa
Il periodo rosa rappresenta un periodo importante nella vita e nelle opere dell'artista spagnolo Pablo Picasso e ha avuto un grande impatto sugli sviluppi dell'arte moderna. Cominciò nel 1904, quando Picasso si stabilì a Montmartre, nel Bateau-Lavoir, tra poeti e scrittori bohémien. Dopo il periodo blu, che raffigura temi di povertà, solitudine e disperazione con toni cupi di blu scoraggiante, il periodo rosa rappresenta temi più piacevoli di pagliacci, arlecchini e artisti di carnevale, raffigurati in allegre tonalità vivaci di rosso, arancione e rosa.
Basato in gran parte sull'intuizione piuttosto che sull'osservazione diretta, il periodo rosa segna l'inizio degli esperimenti stilistici degli artisti con il primitivismo, influenzato dalla scultura iberica pre-romana, dall'arte oceanica e africana. Ciò portò al periodo africano di Picasso, nel 1907, culminato nell'opera proto-cubista Les demoiselles d'Avignon, considerata un capolavoro.

## Panoramica
Il periodo rosa durò dal 1905 al 1906. Picasso era ritornato felice grazie al rapporto con Fernande Olivier che aveva incontrato nel 1904 e questo è considerato come uno dei possibili motivi per cui cambiò il suo stile pittorico.
Il periodo rosa è stato considerato influenzato dalla Francia, mentre il periodo blu più particolarmente dalla Spagna, sebbene entrambi gli stili siano emersi mentre Picasso viveva a Parigi. Il periodo blu era iniziato alla fine del 1901, dopo la morte del suo amico Carlos Casagemas e l'inizio di un attacco di grave depressione. Durò fino al 1904, quando le condizioni psicologiche di Picasso migliorarono. Il periodo rosa prende il nome dal forte uso di toni rosa nelle opere di questo periodo.
Il terzo dipinto più venduto di Picasso, Ragazzo con pipa è stato dipinto durante il periodo rosa. Altre opere significative del periodo comprendono: Donna in camicia (Madeleine) (1904–05), L'attore (1904–1905), Signora con ventaglio (1905), Due giovani (1905), Famiglia di Arlecchino (1905), Famiglia di Arlecchino con due scimmie (1905), La famiglia dei saltimbanchi (1905), Ragazzo con cane (1905), Ragazzo nudo (1906), Ragazzo che conduce un cavallo (1905-06) e Ragazza con pecora (1906).

## Alcune opere del Periodo rosa
- Maternità (1905)
- Le nozze di Pierrette
- Ragazzo con pipa
- Famiglia di saltimbanchi
- Famiglia di acrobati con scimmia